# Finding Steve McQueen
Pour plus de détails, voir Fiche technique et Distribution.
Finding Steve McQueen est un film américain réalisé par Mark Steven Johnson, sorti en 2019.

## Synopsis
En 1980, Harry James Barber raconte à sa petite amie Molly Murphy comment il a cambriolé une banque californienne.
En 1972, ce fan de Steve McQueen a accepté de participer à un plan mis en place par Enzo Rotella pour voler une supposée caisse noire du président Richard Nixon.

## Fiche technique
- Titre : Finding Steve McQueen
- Réalisation : Mark Steven Johnson
- Scénario : Ken Hixon et Keith Sharon
- Musique : Víctor Reyes
- Photographie : José David Montero
- Montage : Kathryn Himoff et Julia Juaniz
- Production : Monika Bacardi, Alberto Burgueño, Juan Antonio García Peredo, Andrea Iervolino, Alexandra Klim, Anthony Mastromauro et Silvio Muraglia
- Société de production : AMBI Group, BondIt Media Capital, Elipsis Capital, Identity Films, Marvin Productions, Paradox Studios et Premiere Picture
- Société de distribution : Momentum Pictures (en) (États-Unis)
- Pays de production :  États-Unis
- Genre : Thriller
- Durée : 91 minutes
- Dates de sortie : 
  - États-Unis : 15 mars 2019

## Distribution
- Travis Fimmel : Harry Barber
- Rachael Taylor : Molly Murphy
- Forest Whitaker : Howard Lambert
- William Fichtner : Enzo Rotella
- Louis Lombardi : Pauly Callahan
- Jake Weary : Tommy Barber
- Rhys Coiro : Ray Darrow
- Lily Rabe : Sharon Price
- John Finn : W. Mark Felt
- Ric Reitz : Sheriff Kelly
- Kenny Alfonso : Bobby Lohman
- Robin McDonald : Rose Kelly
- Darren Keefe Reiher : l'agent Hurlbuck

## Accueil
Le film a reçu un accueil mitigé de la critique. Il obtient un score moyen de 53 % sur Metacritic.